# Piotr Czyżewski
Piotr Czyżewski (ur. 21 sierpnia 1953) – polski urzędnik państwowy i dyplomata, minister skarbu państwa w rządzie Leszka Millera w latach 2003–2004.

## Życiorys
Syn generała Wojska Polskiego Wacława. Jest absolwentem Wydziału Mechanicznego Technologicznego Politechniki Warszawskiej (1978). Następnie ukończył studia podyplomowe w zakresie Międzynarodowych Stosunków Ekonomicznych w 1988.
W latach 1985–1989 pracował jako doradca ministra w Ministerstwie Spraw Zagranicznych. Później (do 1994) pełnił funkcję I sekretarza Ambasady RP w Bukareszcie w Rumunii. W okresie 1995–1996 zajmował stanowisko dyrektora generalnego w Ministerstwie Przekształceń Własnościowych. Od marca 1996 do lutego 1998 był podsekretarzem stanu w tym resorcie, a następnie pełnił tę funkcję w Ministerstwie Skarbu Państwa. Należał do Stowarzyszenia Ordynacka.
Po odejściu z rządu pracował na kierowniczych stanowiskach w spółkach prawa handlowego, m.in. w Bartimpeksie kontrolowanym przez Aleksandra Gudzowatego.
Od 23 października 2001 ponownie sprawował urząd podsekretarza stanu w Ministerstwie Skarbu Państwa. Od 2 kwietnia 2003 do 21 stycznia 2004 był ministrem skarbu państwa. Po odwołaniu obejmował stanowiska m.in. w radach nadzorczych Polskich Linii Lotniczych LOT (do 2005 jako przewodniczący) i Banku Ochrony Środowiska S.A.
W 2000 otrzymał Krzyż Kawalerski Orderu Odrodzenia Polski, a w 2002 peruwiański Order Zasługi za Wybitną Służbę w klasie krzyża wielkiego.